# 1610 a tudományban
Az 1610. év a tudományban és a technikában.

## Csillagászat
- Galileo Galilei publikálja Sidereus Nuncius című munkáját a megfigyeléseiről. Még ebben az évben felfedezi a Jupiter négy legnagyobb holdját, ezek: Io, Europa, Ganymedes, Callisto.
- Johannes Fabricius az első, aki napfoltokat lát teleszkóppal.
- Nicolas-Claude Fabri de Peiresc felfedezi az Orion-ködöt.

## Kémia

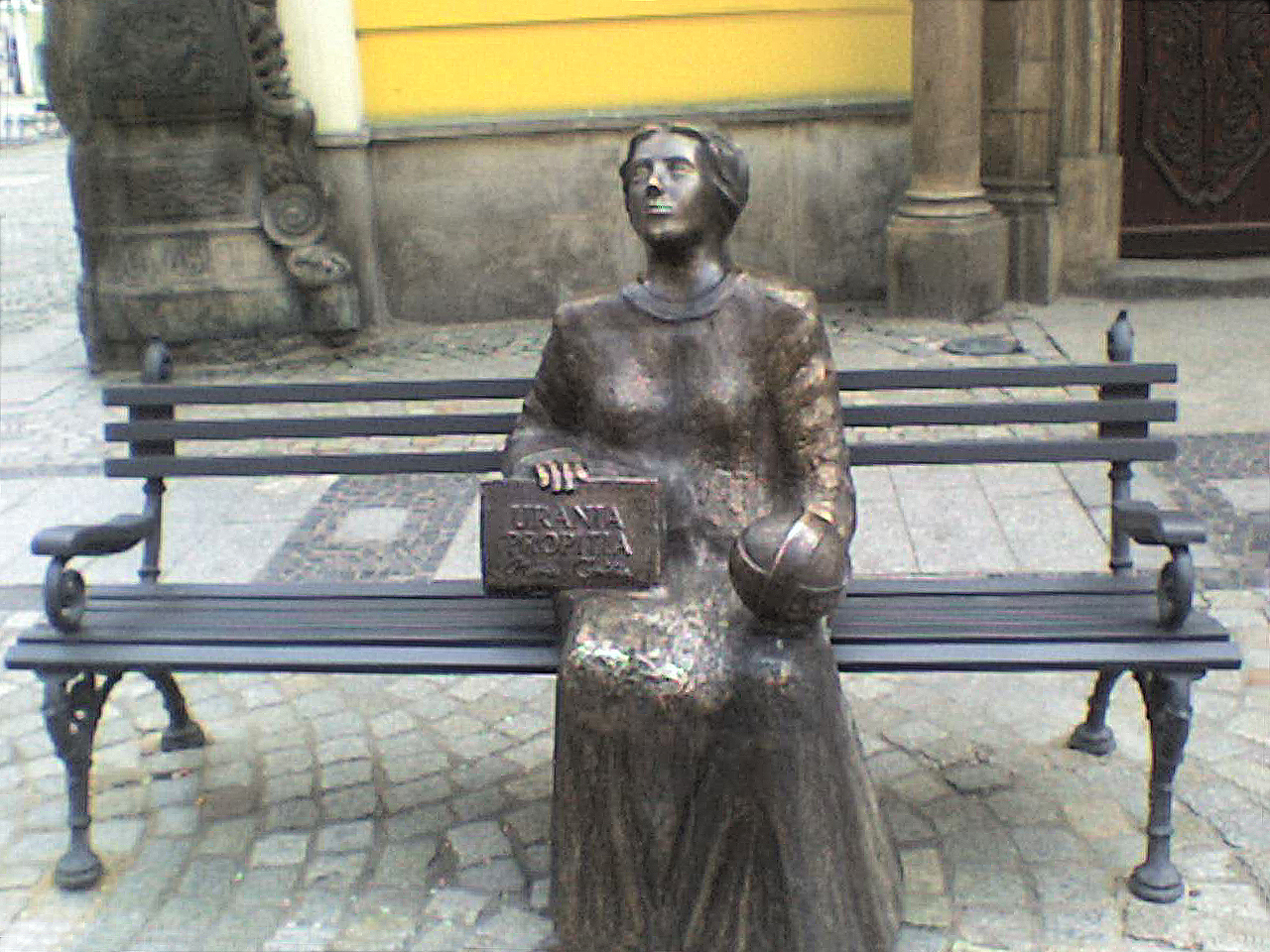
Maria Cunitz szobra a lengyelországi Świdnica városban

- Jean Beguin publikálja Tyrocinium Chymicum című munkáját, ami az első kémiatankönyv.

## Születések
- május 29. – Maria Cunitz sziléziai születésű csillagász, a kora újkor egyik legjelentősebb női csillagásza († 1664)

## Halálozások
- december 31. - Ludolph van Ceulen német matematikus (* 1540)